# Ростово (Вологодская область)
Ростово — деревня в Верховажском районе Вологодской области.
Входит в состав Чушевицкого сельского поселения, с точки зрения административно-территориального деления — в Чушевицкий сельсовет.
Расстояние по автодороге до районного центра Верховажья — 49,8 км, до центра муниципального образования Чушевиц — 13 км. Ближайшие населённые пункты — Владыкино, Красулино, Пеструха.
По переписи 2002 года население — 34 человека (17 мужчин, 17 женщин). Преобладающая национальность — русские (97 %).
В 1999 году внесена в реестр населённых пунктов области как Ростовская. Изменение в реестр внесено 22 мая 2001 года.